# Neutralité scientifique
Le concept et l'objectif de neutralité scientifique prennent racine chez les philosophes des lumières et dans le positivisme et la recherche de l'objectivité et de l'impartialité. La neutralité scientifique, universitaire et académique et de l'enseignement public inclut le principe de neutralité axiologique, proposé par Max Weber ; c'est une condition majeure d'équilibre du débat public.
La neutralité scientifique est parfois critiquée (par les tenants du pragmatisme américain par exemple), et peut être affectée par certains lobbys et les personnes ou autres entités qui financent la science et l'enseignement.

## Histoire
Selon Rebecka Lettevall, Geert Somsen et Sven Widmalm, l'idéologie de la neutralité scientifique[Quoi ?] a pris son essor en Europe après la Première Guerre mondiale, en tant que posture intrinsèquement liée aux enjeux politiques de la seconde moitié du XXe siècle.

## En philosophie
Pour Marc-Kevin Daoust, le concept de neutralité scientifique s'enracine principalement dans le positivisme et dans l'idée de la neutralité axiologique. L'une des principales critiques de ce concept vient selon lui du pragmatisme américain.
Une autre des critiques majeures de la neutralité scientifique vient de la théorie féministe, qui selon Sandra Harding réhabilite la subjectivité et promeut la connaissance située.
Pour Jan-Erik Lane, le principal danger pour la neutralité scientifique au XXIe siècle vient de la privatisation de la science.